# Comuna Aștileu, Bihor
Aștileu (în maghiară Esküllő) este o comună în județul Bihor, Crișana, România, formată din satele Aștileu (reședința), Călățea, Chistag și Peștere.

## Demografie
Componența etnică a comunei Aștileu
     Români (89,76%)
     Slovaci (3,8%)
     Alte etnii (0,99%)
     Necunoscută (5,46%)
Componența confesională a comunei Aștileu
     Ortodocși (74,57%)
     Penticostali (10,56%)
     Romano-catolici (5,01%)
     Baptiști (2,81%)
     Alte religii (1,24%)
     Necunoscută (5,81%)
Conform recensământului efectuat în 2021, populația comunei Aștileu se ridică la 3.134 de locuitori, în scădere față de recensământul anterior din 2011, când fuseseră înregistrați 3.561 de locuitori. Majoritatea locuitorilor sunt români (89,76%), cu o minoritate de slovaci (3,8%), iar pentru 5,46% nu se cunoaște apartenența etnică. Din punct de vedere confesional, majoritatea locuitorilor sunt ortodocși (74,57%), cu minorități de penticostali (10,56%), romano-catolici (5,01%) și baptiști (2,81%), iar pentru 5,81% nu se cunoaște apartenența confesională.

## Politică și administrație
Comuna Aștileu este administrată de un primar și un consiliu local compus din 13 consilieri. Primarul, Vasile-Ionuț Lazăr[*], de la Partidul Național Liberal, este în funcție din 2012. Începând cu alegerile locale din 2024, consiliul local are următoarea componență pe partide politice:
|  | Partid                                                  | Consilieri | Componența Consiliului | Componența Consiliului | Componența Consiliului | Componența Consiliului | Componența Consiliului | Componența Consiliului | Componența Consiliului | Componența Consiliului | Componența Consiliului | Componența Consiliului |
|  | ------------------------------------------------------- | ---------- | ---------------------- | ---------------------- | ---------------------- | ---------------------- | ---------------------- | ---------------------- | ---------------------- | ---------------------- | ---------------------- | ---------------------- |
|  | Partidul Național Liberal                               | 10         |                        |                        |                        |                        |                        |                        |                        |                        |                        |                        |
|  | Partidul Social Democrat                                | 2          |                        |                        |                        |                        |                        |                        |                        |                        |                        |                        |
|  | Uniunea Democratică a Slovacilor și Cehilor din România | 1          |                        |                        |                        |                        |                        |                        |                        |                        |                        |                        |

## Atracții turistice
- Biserica greco-catolică din satul Aștileu, construitp în anul 1800
- Conacul din Aștileu, construcție secolul al XVIII-lea, monument istoric
- Rezervația naturală „Lentila 2004 Brusturi - Cornet” (0,1 ha)
- Rezervația naturală „Peștera Igrița” (0,1 ha)
- Defileul Crișului Repede - Pădurea Craiului (sit de importanță comunitară inclus în rețeaua europeană Natura 2000 în România)
- Lacurile de acumulare de pe Crișul Repede (arie de protecție specială avifaunistică).

## Personalități
- Victor Bolojan (n. 1922) – politician comunist și diplomat român